# Acacia martiusiana
Acacia martiusiana é uma espécie de leguminosa do gênero Acacia, pertencente à família Fabaceae.